# Tullgrenella guayapae
Tullgrenella guayapae es una especie de araña saltarina del género Tullgrenella, familia Salticidae. Fue descrita científicamente por Galiano en 1970.
Habita en Brasil y Argentina.